# Rosyjski Kurier Warszawski
Rosyjski Kurier Warszawski (Russkij Kurier Warszawy) – miesięcznik wydawany w języku rosyjskim adresowany do wszystkich ludzi posługujących się językiem rosyjskim mieszkających na stałe lub tymczasowo w Warszawie i Polsce albo przybywających tutaj z wizytą (wspólnota rosyjska, biznesmeni ze Wschodu, rosyjskojęzyczni pracownicy polskich firm, studenci rosyjskojęzyczni z krajów byłego ZSRR, itp.). Składa się z 20 stron formatu A3. Redaktorem naczelnym jest Władimir Kirjanow. Na łamach Kuriera można przeczytać aktualne artykuły o tematyce społecznej, gospodarczej, kulturalnej.
Jest dostępny w salonach Ruchu i Empikach, w pociągach międzynarodowych, biurach podróży, na przejściach granicznych, ambasadzie i konsulatach Rosji, a nawet w niektórych miastach Rosji, Białorusi i Ukrainy. W prenumeracie dostępny jest w całej Europie.
Pierwszy numer Russkiego Kuriera Warszawy ukazał się 3 grudnia 1991 roku – wydrukowany w drukarni przy ul. Mińskiej sprzedawany był po dwa tysiące złotych na Stadionie Dziesięciolecia. Władimir Kirjanow tak wspomina ten pierwszy raz: Nie bardzo wiedziałem, co z tym robić. Pojechałem na stadion. Wziąłem jedną paczkę, ustaliłem cenę na dwa tysiące za egzemplarz. I stanąłem. Ludzie podchodzili, niektórym dawałem za darmo, komuś sprzedałem za pół ceny, z jakimiś Rosjanami dokonałem barteru – oni dali zabawki, ja im kilka egzemplarzy. Wymieniłem gazety na butelkę wódki. To było takie zupełnie dzikie wejście w dziki kapitalizm. Praca redakcji była całkowicie społeczna. Był tygodnikiem i składał się z 8 stron formatu A4. Zawierał dużo użytecznych, praktycznych informacji, dla ludzi, którzy przybyli ze Wschodu i czuli się zagubieni w Warszawie – ile aktualnie kosztuje bilet na tramwaj czy autobus i gdzie można go kupić, poprzez adresy hoteli i jadłodajni, wskazówki, jakich formalności należy dopełnić, by ewentualnie podjąć pracę zarobkową w Polsce, publikowano spisy podstawowych dla cudzoziemca telefonów, adresy aptek, szpitali, nocnych sklepów, informacje celne. A także informacje o warszawskich targowiskach, poradę jak otrzymać zaproszenie do Polski, dostać wizę. W Rosyjskim Kurierze Warszawskim wydrukowano w swoim czasie mapę Polski z zaznaczonymi najważniejszymi drogami i połączeniami kolejowymi oraz nazwami wszystkich miast wojewódzkich, przetłumaczonymi na rosyjski. Z czasem stał się pismem czytanym w całej Polsce. W 1996 roku redaktor naczelny dostał nagrodę państwową, wręczoną przez ówczesnego prezydenta Rosji Borysa Jelcyna – "Order Przyjaźni"